# 赤岗塔站
赤岗塔站是广州地铁12號線的一个车站，位于中国广东省广州市海珠区艺洲路与艺苑路和广州塔路之间地底，于2025年6月29日启用。

## 车站结构

### 車站樓層
本站共设有四层，总建筑面积约64,234平方米。其中地面为车站各出入口，周边为艺苑路、艺洲路、广州塔路、广州塔广场、赤岗塔、广州艺术博物院、珠江帝景苑等建筑；地下一层為出入口和站厅之间的转换层和预留艺洲路下沉隧道工程，地下二层为预留商业中心，地下三层为站厅层，地下四层为站台層。
车站完工后，上方地面空地将复建为联通广州塔的公园绿地，而原艺洲路的机动车道将移至地下。
本站亦是12號線的文化主题站，车站以“广州之心”为主题，站内墙体采用上蓝下白渐变玻璃幕墙，站厅设有LED光柱及船帆造型包围的装饰立柱。
| 地下一层 |                            | （预留艺洲路下沉隧道工程）           |  |  |
|          | 转换层                     | 来往站厅和出入口                     |  |  |
| 地下二层 |                            | （预留地下商业中心）                 |  |  |
| 地下三层 | 站厅                       | 售票機、客服中心、警务室、安检设施   |  |  |
| 地下四层 |                            | 预留 █28号线（现状封闭）             |  |  |
|          | 岛式站台（卫生间、母婴室） |                                      |  |  |
|          | 2 站台                     | █12号线 二沙島方向（下站：二沙島）   |  |  |
|          | 1 站台                     | █12号线 大学城南方向（下站：赤沙北） |  |  |
|          | 岛式站台（卫生间、母婴室） |                                      |  |  |
|          |                            | 预留 █28号线（现状封闭）             |  |  |

### 站厅
赤岗塔站站厅设于地下三层，設有自动售票機及智能客務中心。亦设有便利商店、面包西饼店及各类自助设施。另外，自動體外去顫器设于车站控制中心旁靠近B出入口处。
为方便行人进出，赤岗塔站站厅中央被划为收费区，收费区内设有专用电梯、多条扶手电梯及楼梯连接两个不同方向的月台。

### 站台
本站设有两个並排的岛式月台，位于艺洲路地底，由12號線和规划中的28號線共用。12號線使用内側的1號和2號站台，而外側預留給28號線的站台被假牆封閉，留待28號線建成之後才使用。因此在乘客眼中，本站只設有一對側式站台。
本站的两个月台均在其西端设有卫生间及母婴室。
此外，本站12号线西端将設有一條單渡線。

### 出入口
赤岗塔站目前设有2个出入口供乘客进出。
|                                           |                                                       |      |          | |
| 编号                                      | 设施                                                  | 照片 | 出口指示 | 建议前往的目的地 |
| A                                         | 扶手电梯标志                                          |      | 艺苑路   | 艺景路、友和路、广州塔、赤岗塔 广州地铁：广州塔站（A、B出入口） 公交：广州塔西站、艺洲路站、广州塔广场总站          |
| B                                         | 盲道标志 · 升降机标志 · 无障碍通道标志 · 扶手电梯标志 |      | 艺洲路   | 赤岗北路、广州塔路、广州艺术博物院（广州美术馆） 公交：赤岗塔站、赤岗北路（艺洲路口）站、珠江帝景苑总站、广州塔东站 |
| 註： 設有 \| 設有 \| 設有 \| 設有扶手電梯 |                                                       |      |          | |

## 接驳交通
赤岗塔站周边设有7个巴士中途站及总站，分別位于艺洲路的赤岗塔站、艺洲路站，位于艺洲路的广州塔西站、广州塔广场观光巴士站，以及位于广州塔路的广州塔东站、珠江帝景苑总站。
另外，本站与3號線、APM線的广州塔站相距约400米，惟兩者並非正式換乘站。若前往广州塔站转乘3号线，則需要出站，同時會被當作兩段車程處理。乘客可在本站A出入口出站步行前往广州塔站A出入口。
| 编号 | 编号        | 线路                   | 线路 | 线路                 | 收费 | 备注                     |
| ---- | ----------- | ---------------------- | ---- | -------------------- | ---- | ------------------------ |
|      | 11          | 大元帅府               | ⇆    | 广州火车东站         | 2元  |                          |
|      | 93          | 广州火车站（草暖公园） | ⇆    | 赤岗                 | 2元  |                          |
|      | 121         | 珠江帝景苑             | ⇆    | 西塱社区             | 2元  |                          |
|      | 121A        | 珠江帝景苑             | ⇆    | 芳和花园             | 2元  |                          |
|      | 204         | 中山八路               | ⇆    | 珠江帝景苑           | 2元  | 经东风路                 |
|      | 262         | 珠江帝景苑             | ⇆    | 新洲码头             | 2元  | 经赤岗北路（艺洲路口）   |
|      | 468         | 海琴湾（下渡路）       | ⇆    | 土华                 | 2元  |                          |
|      | 旅游公交2线 | 中山八路               | ⇆    | 珠江帝景苑           | 2元  | 经沿江路                 |
|      | 旅游观光1线 | 黄埔古村               | ⇆    | 珠江泳场（海印公园） | 2元  |                          |
|      | 夜42        | 珠江帝景苑             | ⇆    | 金宇花园             | 3元  | 121路附属线路            |
|      | 夜66        | 珠江帝景苑             | ⇆    | 新洲码头             | 3元  | 经客村立交 262路附属线路 |

| 编号 | 编号        | 线路                   | 线路 | 线路                 | 收费 | 备注                     |
| ---- | ----------- | ---------------------- | ---- | -------------------- | ---- | ------------------------ |
|      | 11          | 大元帅府               | ⇆    | 广州火车东站         | 2元  |                          |
|      | 93          | 广州火车站（草暖公园） | ⇆    | 赤岗                 | 2元  |                          |
|      | 121         | 珠江帝景苑             | ⇆    | 西塱社区             | 2元  |                          |
|      | 121A        | 珠江帝景苑             | ⇆    | 芳和花园             | 2元  |                          |
|      | 204         | 中山八路               | ⇆    | 珠江帝景苑           | 2元  | 经东风路                 |
|      | 262         | 珠江帝景苑             | ⇆    | 新洲码头             | 2元  | 经赤岗北路（艺洲路口）   |
|      | 旅游公交2线 | 中山八路               | ⇆    | 珠江帝景苑           | 2元  | 经沿江路                 |
|      | 旅游观光1线 | 黄埔古村               | ⇆    | 珠江泳场（海印公园） | 2元  |                          |
|      | 夜42        | 珠江帝景苑             | ⇆    | 金宇花园             | 3元  | 121路附属线路            |
|      | 夜66        | 珠江帝景苑             | ⇆    | 新洲码头             | 3元  | 经客村立交 262路附属线路 |

| 编号 | 编号        | 线路         | 线路 | 线路       | 收费  | 备注                     |
| ---- | ----------- | ------------ | ---- | ---------- | ----- | ------------------------ |
|      | 121         | 珠江帝景苑   | ⇆    | 西塱社区   | 2元   |                          |
|      | 121A        | 珠江帝景苑   | ⇆    | 芳和花园   | 2元   |                          |
|      | 204         | 中山八路     | ⇆    | 珠江帝景苑 | 2元   | 经东风路                 |
|      | 262         | 珠江帝景苑   | ⇆    | 新洲码头   | 2元   | 经赤岗北路（艺洲路口）   |
|      | 旅游公交2线 | 中山八路     | ⇆    | 珠江帝景苑 | 2元   | 经沿江路                 |
|      | 夜42        | 珠江帝景苑   | ⇆    | 金宇花园   | 3元   | 121路附属线路            |
|      | 夜66        | 珠江帝景苑   | ⇆    | 新洲码头   | 3元   | 经客村立交 262路附属线路 |
|      | 南沙K1支线  | 蕉门公交总站 | ⇆    | 珠江帝景苑 | 3–4元 | 60分/班                  |

| 编号 | 编号         | 线路   | 线路 | 线路   | 收费     | 备注             |
| ---- | ------------ | ------ | ---- | ------ | -------- | ---------------- |
|      | 城市新中轴线 | 广州塔 | ↺    | 广州塔 | 日票50元 | 日间双层观光巴士 |

## 利用状况
赤岗塔站毗邻广州塔、广州艺术博物院等文化景点，以及广州塔广场等商业设施。因此车站启用后亦吸引乘客利用本站进出，亦分流了车站北面广州塔站的进出客流。在本站启用前，运营方亦提及了2025年暑运期间本站会有较多进出客流，届时亦会增派志愿者，以及在车站关键位置安排专人值守引导等措施。

## 历史

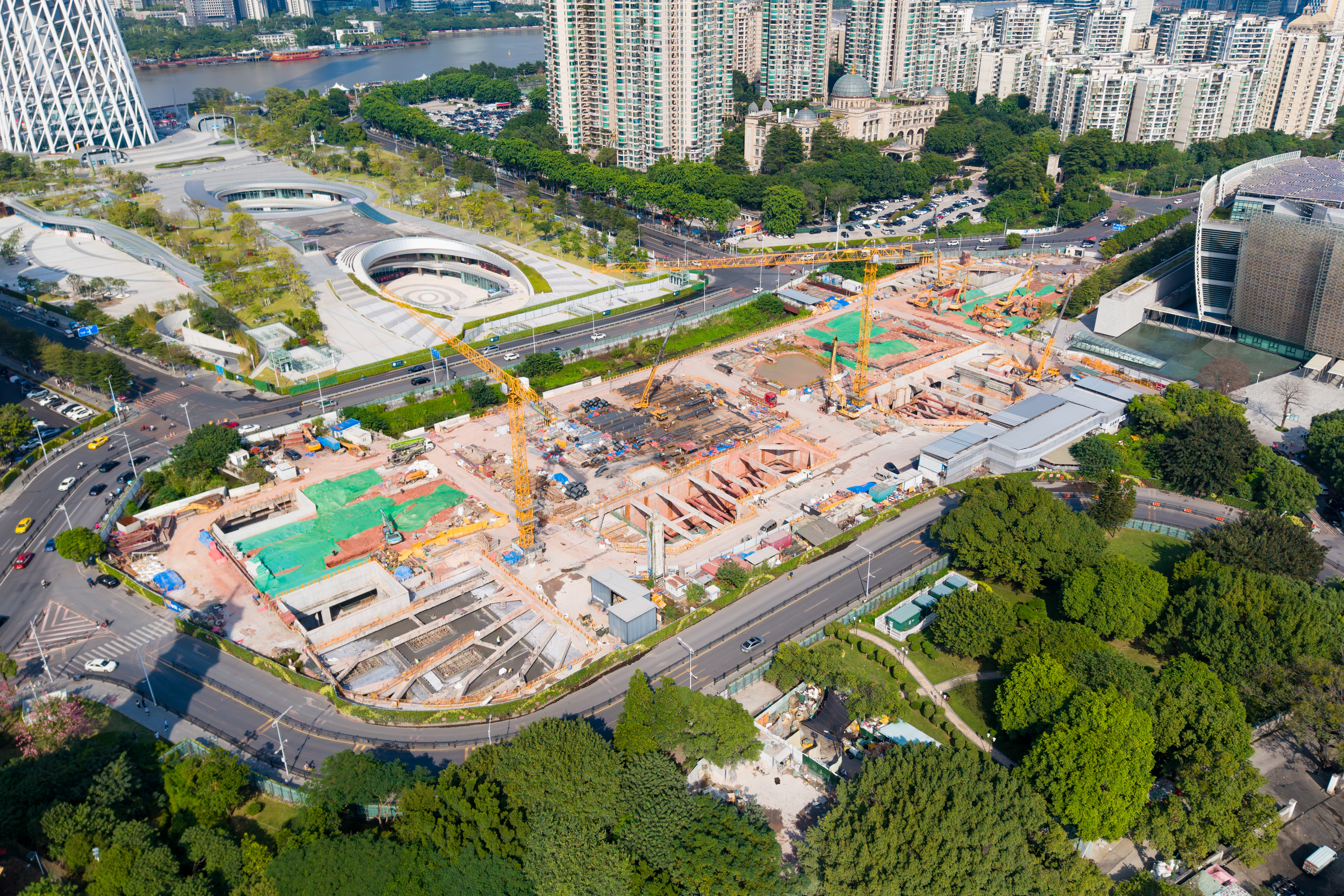
车站工地（2024年10月）

2008年广州市新一轮轨道交通线网规划方案征求意见时，A方案的新8号线和B方案的12号线在原赤岗塔站（现广州塔站）南侧设站。2010年规划中，上述两方案的线路调整成为12号线和19号线，两线在赤岗塔站交汇，并与3号线实现换乘。2017年，12号线获国家发改委批复，本站落实建设。后来19号线海珠区沿江段线位改由市域快线28号线使用，本站因此修改设计，取消两线间联络线；与3号线的换乘功能，亦因站体间距离过远，且设置换乘通道的征拆难度及安全风险高而被取消。
因应车站建设，施工方在2019年11月起围蔽赤岗塔公园广州塔南广场部分绿地以配合车站建设前期工作，2020年5月30日零时起再对艺洲路友邻东街北侧路口至赤岗北路北侧路口路段进行围蔽。2024年4月，车站主体结构实现封顶；次年4月30日完成“三权”移交。
本站与广州塔之间的空地（现广州塔广场）初时名为“岭南广场”，故本站在规划和建设阶段命名为岭南广场站。2024年8月，12号线东段车站初定名称公示，本站拟改为根据东南侧的广州艺术博物院新馆而更名为广州艺博院站。由于该名称仅取自规划“三馆一场”中最先建成开放的艺博院，加上12号线途经艺博院位于麓湖的旧馆和二沙島的廣東美術館，此命名方案引发大众讨论；亦有市民支持以距离更近广州塔广场或历史更悠久的赤岗塔作为车站名称。市民政局回应称，站名不可使用属商业建筑的广州塔广场，但赤岗塔、广州艺术博物院、广州美术馆等建筑可考虑纳入采词范围。最终在2025年4月，车站定名为赤岗塔站。
2025年6月29日，本站随12号线东段通车而正式启用。

## 未來發展

### 28号线
规划中的28號線（佛穗莞城际）将设有本站，待该线開通后，本站预留的外侧月台亦會啟用。

### 20号线
规划中的20号线将以本站作为西端终点站。

### APM线
现时APM线虽尚未有稳定的延伸规划，但本站建设时，已经预留APM线列车穿过的条件，与12号线站厅同层布置。